# Commana
Commana é uma comuna francesa na região administrativa da Bretanha, no departamento Finisterra. Estende-se por uma área de 39,3 km². Em 2010 a comuna tinha 1 043 habitantes (densidade: 26,5 hab./km²).